# Falling Away
 (février 2018).
Si vous disposez d'ouvrages ou d'articles de référence ou si vous connaissez des sites web de qualité traitant du thème abordé ici, merci de compléter l'article en donnant les références utiles à sa vérifiabilité et en les liant à la section « Notes et références ».
Albums de Crossfade
Crossfade
(2004) We All Bleed
(2011)
Singles
1. Drown You Out
Sortie : 10 mars 2006
2. Already Gone
Sortie : 28 mars 2006
3. Invincible
Sortie : 13 avril 2006

Falling Away est le second album du groupe de post-grunge et hard rock américain Crossfade, sorti en août 2006.

## Liste des titres
Toutes les chansons sont écrites et composées par Ed Sloan et Mitch James.
| 1.    | Washing the World Away | 3:54 |
| 2.    | Already Gone           | 3:28 |
| 3.    | Someday                | 3:55 |
| 4.    | Invincible             | 4:13 |
| 5.    | Falling Away           | 4:04 |
| 6.    | Everything's Wrong     | 3:29 |
| 7.    | Why                    | 3:43 |
| 8.    | Breathing Slowly       | 3:16 |
| 9.    | Anchor                 | 3:59 |
| 10.   | Drown You Out          | 3:11 |
| 11.   | Never Coming Home      | 2:34 |
| 39:47 |                        |      |

| Titre bonus | Titre bonus                 | Titre bonus | Titre bonus | Titre bonus | Titre bonus | Titre bonus | Titre bonus | Titre bonus | Titre bonus |
| No          | Titre                       | Durée       |             |             |             |             |             |             |             |
| ----------- | --------------------------- | ----------- | ----------- | ----------- | ----------- | ----------- | ----------- | ----------- | ----------- |
| 12.         | Breathing Slowly (Acoustic) | 3:46        |             |             |             |             |             |             |             |
| 43:33       |                             |             |             |             |             |             |             |             |             |

## Membres du groupe
- Mitch James : basse, chant (frontman), chœurs
- Ed Sloan : guitare rythmique, guitare solo, chant, chœurs
- James Branham : batterie, percussions